# Charles Louis Simon Caffort
Pour les articles homonymes, voir Caffort.
Charles Louis Simon Caffort (12 septembre 1880 Olonzac - 21 janvier 1958 Olonzac) a été avocat, maire d'Olonzac, conseiller général et député de l'Hérault.

## Biographie
Né dans une famille de viticulteurs héraultais, il a fait des études de droit à Paris, où il est devenu docteur en droit en 1905. Il a été avocat à la Cour d'Appel de Paris entre 1903 et 1910.
Il a fondé la Cave coopérative d'Olonzac, tout en gérant son domaine familial. Il a été président de la Confédération générale des vignerons du Midi. C'était un défenseur de la viticulture du Midi, essayant de contingenter les importations de vin d'Afrique du Nord, de réglementer le commerce des vins ainsi que le sucrage.
Il a été conseiller général du canton d'Olonzac entre 1907 et 1940. Ses prises de position lors de la crise en 1907 de la viticulture méridionale, lui ont permis d'être élu député de l'Hérault le 26 avril 1914 jusqu'en 1919 sous l'étiquette radical-socialiste. Sa proposition de loi sur la réunion des ménages d'instituteurs a été adoptée par le Sénat sous le nom de « Loi Roustan » (1920).
Élu à nouveau député en 1924, il a été réélu en 1928 jusqu'en 1932.
Il était Chevalier de la Légion d'honneur.
Il a publié en 1936 un ouvrage L'idée de Droit.